# Вулиця Зрубова
Вулиця Зрубова — вулиця у Личаківському районі міста Львів, місцевість Великі Кривчиці (Кривчицька колонія). Пролягає від вулиці Над Джерелом до кінця забудови.
Прилучається вулиця Втіха.

## Історія та забудова
Вулиця прокладена на початку 1930-х років під час будівництва Кривчицької колонії. У 1933 році отримала офіційну назву Корчунок, сучасна назва — з 1950 року.
Забудована одноповерховими конструктивістськими будинками 1930-х років та сучасними приватними садибами.